# Thấm Dương
Thấm Dương (giản thể: 沁阳; phồn thể: 沁陽; bính âm: Qìnyáng) là một thành phố cấp huyện thuộc địa cấp thị Tiêu Tác, tỉnh Hà Nam, Trung Quốc. Dân số thành phố ước tính khoảng 470.000 người. Năm 1999, dân số thành phố là 444.480 người. Thành phố nằm ở phía tây bắc của tỉnh Hà Nam, cạnh một phụ lưu của Hoàng Hà. Một phần của Thái Hành Sơn cũng nằm trên khu vực nông thôn của thành phố.

### Nhai đạo
- Đàm Hoài (覃怀街道)
- Hoài Khánh (怀庆街道)
- Thái Hành (太行街道)
- Thấm Viên (沁园街道)

### Trấn
| - Sùng Nghĩa (崇义镇) - Tây Hướng (西向镇) - Tây Mặc (西万镇) | - Bá Hương (柏香镇) - Sơn Vương Trang (山王庄镇) - Tử Lăng (紫陵镇) |

### Hương
- Thường Bình (常平乡)
- Vương Triệu (王召乡)
- Vương Khúc (王曲乡)